# Avenida Míchigan

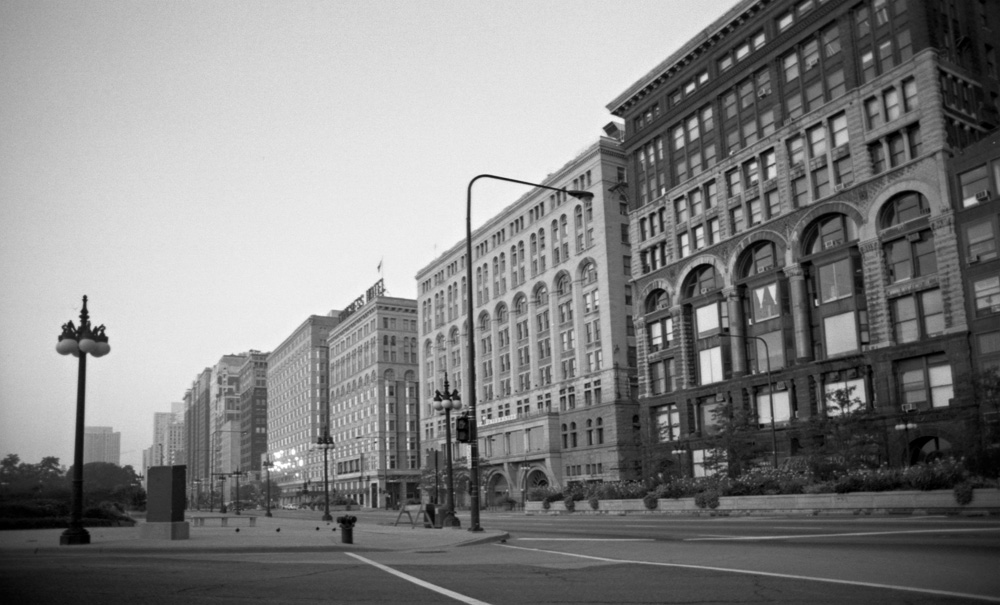
Avenida Míchigan mirando al sur desde Congress Plaza.

La avenida Míchigan (en inglés Michigan Avenue) es una calle de norte a sur en Chicago que corre en el 100 al este de la cuadrícula de Chicago. El extremo norte de la calle está en Lake Shore Drive en la orilla del lago Míchigan en el distrito histórico de Gold Coast. El término sur de la calle está en Sibley Boulevard en el suburbio sur de Harvey, aunque como muchas calles de Chicago, existe en varios segmentos inconexos.
Es una calle muy conocida por los nativos de Chicago y por los turistas que acuden a visitar la ciudad, dado que en ella se ubican la Chicago Water Tower, el Art Institute of Chicago, Millennium Park y las tiendas de la Magnificent Mile. La avenida Míchigan también es la principal calle comercial de Streeterville. Incluye todo el Distrito Histórico de Michigan Boulevard y la mayor parte del distrito histórico Míchigan – Wacker, incluido el espacio urbano escénico anclado por el puente DuSable.

## Historia

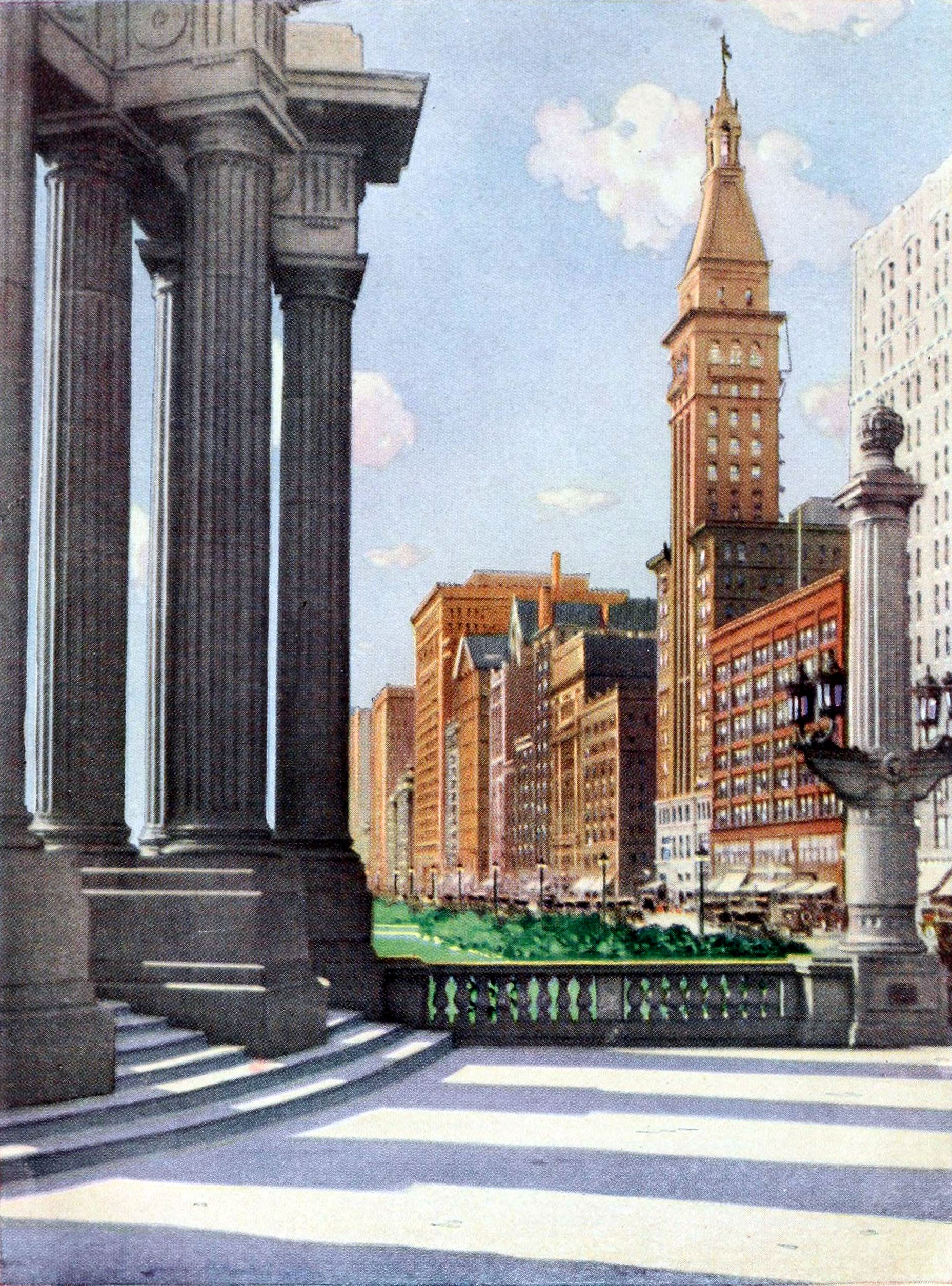
La avenida Míchigan desde Grant Park en una portada de Collier's Magazine de 1921

La sección más antigua de la avenida Míchigan es la parte que actualmente limita con Grant Park en la sección Chicago Loop de la ciudad. El nombre proviene del lago Míchigan, que hasta 1871 estaba inmediatamente al este de la avenida Míchigan. La calle en ese momento corría hacia el norte hasta el río Chicago y hacia el sur hasta los límites de la ciudad. Originalmente, la avenida Míchigan era principalmente residencial, y en los años 1860, las casas grandes y las caras casas en hilera dominaban la avenida Míchigan.
En ningún momento se llama la avenida Míchigan actualmente Michigan Boulevard, pero antes del Gran Incendio de 1871, la calle se conocía oficialmente como Michigan Boulevard y, a menudo, se la denominaba "Boul Mich". Pero en los anuncios de 1900-1907 para el Chicago Musical College, se hacía referencia a la dirección como "202 Míchigan Boul". Tan recientemente como en los años 1920, la avenida North Míchigan (especialmente la Magnificent Mile) se conocía como "Upper Boul Mich". El Boulevard Saint-Michel de París es el Boul Mich original.
Al norte del río Chicago, la actual la avenida Míchigan se conocía como Pine Street. En 1866 una pequeña porción de Pine Street fue "desocupada" y movida 24,2 m más al oeste de la ubicación original de Pine Street para acomodar la instalación de la tubería vertical de la nueva estación de bombeo. Este tubo vertical, diseñado para regular la presión del agua, se ubicaría dentro de la estructura del castillo del arquitecto William W. Boyington (Water Tower) que todavía se encuentra en ese sitio hoy. En 1869, la Junta de Obras Públicas comenzó a pavimentar Pine Street desde Chicago Avenue hasta Whitney Street (hoy, Walton Street), el término norte, con bloques de madera belga también conocidos como pavimento Nicolson.
Pine Street pasó a llamarse Lincoln Park Boulevard tan al sur como Ohio Street cuando la calle se conectaba con Lake Shore Drive a principios de los años 1890, y luego se convirtió en parte de la avenida Míchigan, que ya tenía el nombre de la avenida Míchigan (Michigan Boulevard antes del Great Chicago Fire en 1871) al sur del río Chicago. Tanto las Avenidas Norte como Sur de Míchigan se unieron físicamente con la apertura del puente de la Avenida Míchigan en 1920. En 1926, después de años de tráfico de automóviles atascado, la torre de agua y la estación de bombeo se separaron realineando la avenida Míchigan para que pasara entre ellas.

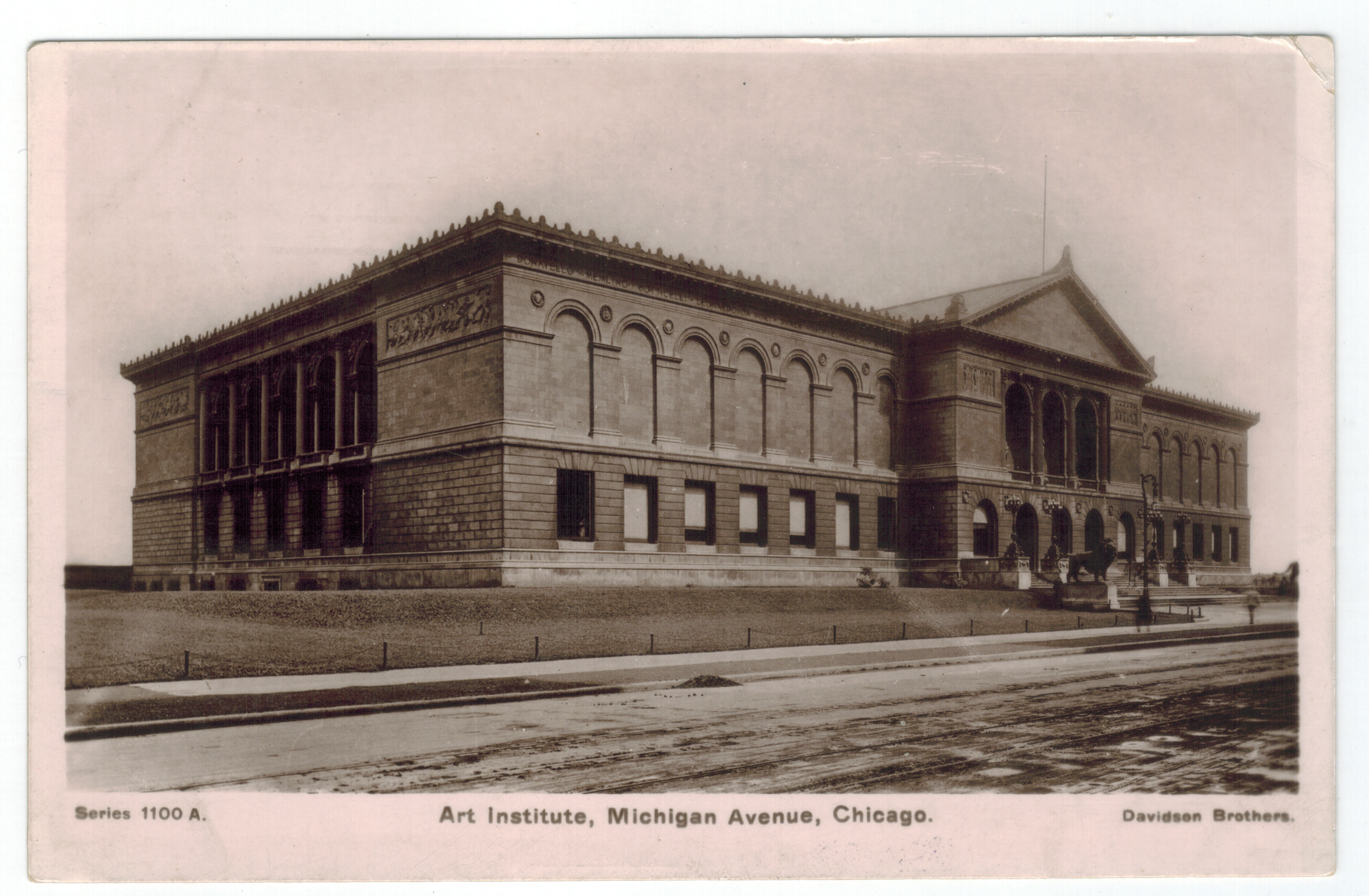
Una postal del Instituto de Arte publicada en 1907

En el Gran Incendio de 1871, todos los edificios en la avenida Míchigan desde Congress Street al norte hasta el río fueron destruidos. Inmediatamente después del incendio, el carácter de Míchigan siguió siendo residencial, pero la calle ya no estaba directamente en la orilla del lago, ya que después del incendio, los restos del distrito quemado se utilizaron para rellenar el puerto interior de Chicago, comenzando los vertederos que por los años 1920 había movido la orilla del lago más de un cuarto de milla al este de su costa original, creando espacio para un Grant Park ampliado. A partir de los años 1880, la expansión del distrito comercial central reemplazó las casas en la avenida Míchigan, de modo que hoy en día, el carácter de Míchigan es principalmente comercial al norte de la calle 35.
El primer escaparate de la ciudad en la avenida Míchigan fue el Exposition Building, que se construyó en el sitio actual del Art Institute, el lado este de Míchigan en Adams, en 1874. En los años 1890, se construyó un imponente muro de edificios en el lado oeste del centro de la avenida Míchigan, incluido el Auditorium Building y la sucursal principal de la Biblioteca Pública de Chicago (ahora el Centro Cultural de Chicago). A medida que el lado este del centro de la avenida Míchigan se desarrolló como un parque, el muro de edificios que recubre el lado oeste de la avenida Míchigan frente al parque se convirtió en el núcleo del horizonte de la ciudad.
En 1924, los primeros semáforos en Chicago se instalaron en la avenida Míchigan después de que John D. Hertz le pagara a la ciudad 34 000 dólares para la compra, instalación y mantenimiento.
Históricamente, la Ruta de Illinois 1 y la U.S. Route 41 Se enrutaron en la avenida Míchigan. La Ruta 1 de Illinois se ha truncado hacia el lado sur de Chicago y la U.S. Route 41está en el Lake Shore Drive.

## Avenida Míchigan Norte y la Milla Magnífica
La avenida Míchigan originalmente terminaba en el río Chicago, y lo que ahora es la avenida Míchigan al norte del río originalmente se llamó Pine Street, en honor a los pinos dispersos que se encontraron originalmente en sus alrededores. Ya en 1891 se propusieron planes para extender la avenida Míchigan hacia el norte a través del río. Un plan inicial requería un túnel para unir la avenida Míchigan al sur del río con Pine Street, y en 1903 un editorial del periódico Chicago Tribune propuso un nuevo Puente basculante sobre el río en la avenida Míchigan.
Este plan fue elaborado con más detalle en el Plan 1909 de Chicago de Daniel Burnham, y en 1911 se seleccionó un plan que incluía el ensanchamiento de la avenida Míchigan desde Randolph Street hasta el río, reemplazando el puente de Rush Street con un nuevo puente en la avenida Míchigan y la construcción de un bulevar de dos pisos a lo largo de Pine Street hasta Ohio Street. Cuando se completó el puente de la avenida Míchigan, Pine Street pasó a llamarse avenida Míchigan. En su extremo norte se fusiona con Lake Shore Drive cerca del Drake Hotel.
Hoy en día, el área al norte del río Chicago se conoce como "Magnificent Mile" o, a veces, simplemente Mag Mile. Contiene una mezcla de tiendas departamentales de lujo, restaurantes, minoristas de alta gama, edificios de oficinas y hoteles, y atiende principalmente a turistas y personas adineradas. El área también tiene una alta concentración de las agencias de publicidad de la ciudad y las principales firmas de medios, incluido el Chicago Tribune.
Aquí se halla la famosa Chicago Water Tower, el parque Jane Bryrne alrededor de la Torre del Agua con su reloj histórico, así como la Water Tower Place de ocho niveles, que creció al lado del monumento y lo eclipsó en tamaño. Al norte del centro comercial se encuentra el famoso John Hancock Center; el Palmolive Building, en estilo art déco y también conocido como Playboy Building; y el lujoso Drake Hotel. Toda la milla se destaca por sus espectaculares exhibiciones navideñas. En el extremo norte de este distrito se encuentra el edificio One Magnificent Mile; East Lake Shore Drive District, una zona de bienes raíces extremadamente cara y exclusiva, con una extensión de una cuadra, que se extiende hacia el este desde North Michigan Avenue y da directamente al lago Míchigan; y la rampa de acceso a Lake Shore Drive en dirección norte.

## La avenida Míchigan al sur del río
Durante unas pocas cuadras a ambos lados del río Chicago, la carretera tiene dos pisos, incluido el puente sobre el río. El nivel inferior al norte del río es donde se encuentra la famosa Billy Goat Tavern, y al sur del río se cruza con Lower Wacker Drive. En la palanca superior, altos edificios de oficinas y hoteles se alinean a ambos lados de la avenida, hasta Millennium Park.
La parte de la avenida Míchigan frente al Grant Park es el distrito histórico de Michigan Boulevard. Aquí se encuentran las principales instituciones culturales, como el Chicago Cultural Center, el Symphony Center y el Auditorium Theatre, al igual que muchos rascacielos de finales del siglo XIX y principios del XX. En 2009, la Asociación de la Milla Cultural de Chicago se creó para crear "conciencia de las fortalezas únicas y las diversas ofertas disponibles para los visitantes"  en esta parte de la avenida Míchigan.

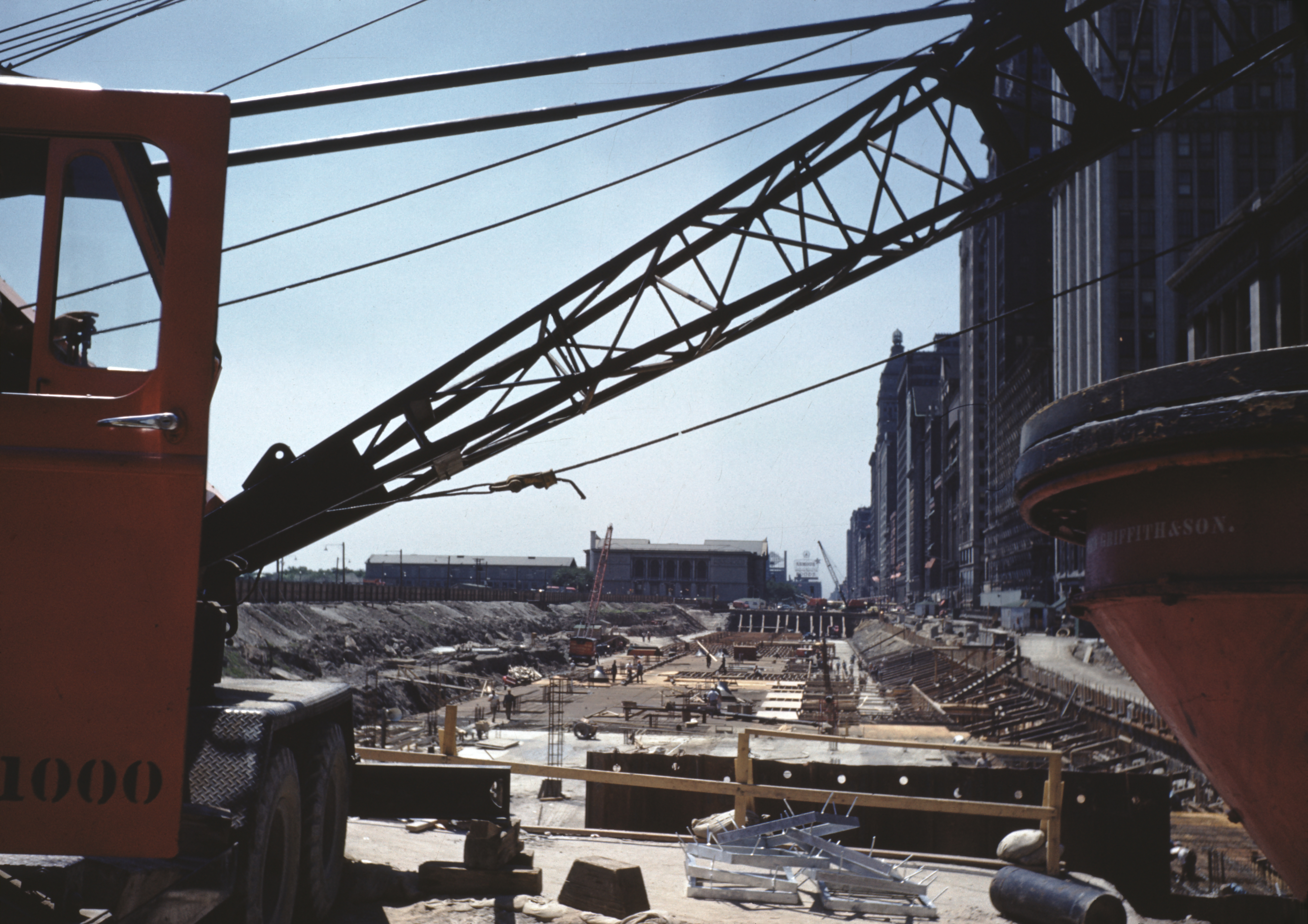
Michigan Avenue en renovación en la década de 1950, Art Institute visible en el fondo

El Art Institute of Chicago está al otro lado del bulevar, en Grant Park a lo largo de la Avenue. Varios grandes hoteles históricos están ubicados al sur de Ida B. Wells Drive, incluido el Hilton Towers Chicago (anteriormente, el Stevens Hotel), el Congress Plaza Hotel y el Blackstone Hotel. Entre ellos se encuentra el Instituto Spertus de Estudios Judíos.
La avenida se extiende hacia el sur hasta Near South Side y más allá, pasando lo que alguna vez fue el notorio distrito de Levee, las elegantes casas del distrito de Prairie Avenue, la histórica Segunda Iglesia Presbiteriana, la antigua casa de los legendarios Chess Records en 2120 South Míchigan y el sitio donde alguna vez estuvo Hotel Lexington, un escondite de Al Capone.
Al sur de Cermak Road se encuentra Motor Row District, una franja histórica a lo largo de la avenida Míchigan en donde había numerosos "palacios" de automóviles de principios del siglo XX. Un punto de interés en esta área es el antiguo Club de Automóviles de Illinois, que más tarde se utilizó como sede del Chicago Defender, un destacado periódico afroamericano de Chicago en 2400 South Míchigan. Un poco más al sur se encuentra Bronzeville, una histórica comunidad negra en Chicago. Los puntos de interés incluyen el histórico Mercy Hospital and Medical Center, el Illinois College of Optometry y el South Side Community Art Center.
La intersección de la avenida Míchigan y 35th Street alberga dos importantes instituciones locales. En la esquina noroeste está el Instituto De La Salle, una escuela secundaria católica a la que asistieron los futuros alcaldes de Chicago, Richard J. Daley, Richard M. Daley y Michael Bilandic. En la esquina suroeste está la sede del Departamento de Policía de Chicago. la avenida Míchigan continúa por el South Side y los callejones sin salida en la calle 63, justo al norte de un patio de trenes y estacionamientos.
La avenida continúa hacia el sur en la calle 66 hasta Marquette Road, donde se mueve media cuadra hacia el este y vuelve a alinearse con el tramo norte de la calle 63. Luego continúa hacia el sur hasta la calle 89, donde vuelve a un callejón sin salida para una subdivisión de viviendas y una línea de ferrocarril. Se reanuda en 91st Street hacia el sur a través de la comunidad de clase trabajadora de Roseland, con una gran franja comercial a lo largo de Míchigan entre las calles 111 y 115. La calle termina de nuevo en 127th Street, justo antes del canal Cal-Sag. Comienza de nuevo en el suburbio sur de Riverdale antes de terminar finalmente en Sibley Boulevard o IL RT-83.

## Transporte
Las estaciones Chicago y Grand de la línea roja "L" del Metro de Chicago son útiles para llegar a Magnificent Mile. Las estaciones Monroe y Jackson están cerca del Art Institute, al igual que las estaciones Loop en las líneas Brown, Pink, Orange y Green. Las estaciones Millennium y Van Buren Street están ubicadas a lo largo de Michigan Avenue y dan servicio a las líneas Metra Electric y South Shore. La avenida también es atravesada por una multitud de rutas de autobuses y taxis principalmente en las áreas del centro y Magnificent Mile.